# Млечник оранжево-охристый
Мле́чник ора́нжево-о́христый (лат. Lactárius aurantiacoochráceus) — гриб рода Млечник (Lactarius) семейства Сыроежковые (Russulaceae).

## Морфология
- Шляпка ∅ 8—10 см, толстая, слегка вдавленная, с подвёрнутым волосисто-бахромчатым краем. Кожица клейкая, гладкая, голая, оранжево-охристая, с хорошо выраженными концентрическими зонами, с возрастом светлеющими.
- Пластинки низбегающие, частые, узкие, с пластиночками, светло-охристые. Базидии 40—50×8,5—9 мкм. Цистиды веретеновидные, 66—75×10 мкм.
- Споровый порошок охристого цвета. Споры 7—9×5,5—6,5 мкм, хребтовидно-сетчатой орнаментации с хребетиками до 0,6 мкм высотой.
- Ножка 6—10 см в высоту, ∅ до 3 см, цилиндрическая, гладкая, сухая, полая, с лакунами, светло-охристая.
- Мякоть светло-охристая, плотная, очень острая, без запаха.
- Млечный сок белого цвета, на воздухе цвета не меняет.

## Экология и распространение
Встречается в смешанных лесах с берёзой. Небольшими группами. Евразия.
Сезон: сентябрь.

## Синонимы
Название также может передаваться как L. aurantioochraceus.